# Erik Bakker
Erik Bakker (* 21. března 1990 Hoogeveen, Nizozemsko) je nizozemský fotbalový záložník, který působí od roku 2011 v nizozemském klubu SC Cambuur (platné k prosinci 2015).
V sezóně 2012/13 triumfoval s SC Cambuur ve druhé nizozemské lize Eerste Divisie.

## Klubová kariéra
- WIJC (mládež)
- FC Zwolle (mládež)
- FC Zwolle 2007–2011
- SC Cambuur 2011–